# 綾部橘樹
綾部 橘樹（あやべ きつじゅ、1894年（明治27年）4月18日 - 1980年（昭和55年）2月14日）は、日本の陸軍軍人。最終階級は陸軍中将。旧姓・矢野。

## 経歴
大分県出身。農業・矢野黙三郎の息子として生まれ、綾部伝一郎陸軍少佐の養嗣子となる。中学済々黌、熊本陸軍地方幼年学校、中央幼年学校を経て、1915年5月、陸軍士官学校（27期）を卒業し、同年12月、陸軍騎兵少尉に任官、騎兵第12連隊付となる。陸軍騎兵学校で学ぶ。1918年8月から翌年7月までシベリア出兵に出動。再度、騎兵学校で学んだ後、1924年11月、陸軍大学校（36期）を首席で卒業した。
騎兵第12連隊中隊長、陸軍省軍務局課員（軍事課）、ソ連駐在、参謀本部員、兼軍令部員、関東軍参謀（作戦主任）、参謀本部課長などを歴任し、日中戦争に騎兵第25連隊長として出征した。第3軍参謀などを経て、1940年8月、陸軍少将に進級。第3軍参謀副長、参謀本部付などを歴任。1940年12月から翌年7月まで、山下使節団の一員として軍事関係視察のためドイツに出張した。参謀本部第4部長を経て、太平洋戦争開戦を関東軍参謀副長として迎えた。
第1方面軍参謀長から、ガダルカナル島の戦いをめぐる船舶問題で東條英機首相と対立し更迭された田中新一陸軍中将に代わり参謀本部第1部長となり、ガダルカナル撤退を進めた。南方軍総参謀副長を経て、1943年10月、陸軍中将に進級。第7方面軍参謀長としてシンガポールで終戦を迎え、1946年12月に復員した。1948年（昭和23年）1月31日、公職追放仮指定を受けた。
戦後、1955年3月から1970年3月まで三菱重工業顧問を勤めたほか、1955年9月24日、防衛庁顧問に就任している。

## 栄典
- 1940年（昭和15年）11月10日 - 紀元二千六百年祝典記念章[6]

## 親族
- 娘婿 小川諭（陸軍大尉・陸将補）[1]
- 従兄 矢野機（陸軍中将）[1]